# Traiskirchen
Traiskirchen là một thành phố và đô thị thuộc huyện Baden tại Hạ Áo (Áo). Thành phố nằm cách thủ đô Viên 20 km về phía nam, trong vùng Thermenlinie, nổi tiếng với rượu vang và các quán heuriger. Traiskirchen cũng là nơi đặt trụ sở của đội bóng rổ Traiskirchen Lions. Thị trấn có đài quan sát thiên văn công cộng lâu đời nhất ở Hạ Áo. Thành phố còn được biết đến với trại tị nạn "Bundesbetreuungsstelle für Asylwerber".

## Đô thị
Đô thị Traiskirchen bao gồm năm thị trấn (số dân tính đến ngày 28 tháng 2 năm 2023):
- Traiskirchen (7.777)
- Möllersdorf (5.177)
- Wienersdorf (3.427)
- Tribuswinkel (4.295)
- Oeynhausen (1.413)

## Dân số
Số liệu dưới đây bao gồm tổng dân số của toàn bộ đô thị Traiskirchen, không chỉ riêng thành phố.

## Trại tị nạn (Bundesbetreuungsstelle für Asylwerber)

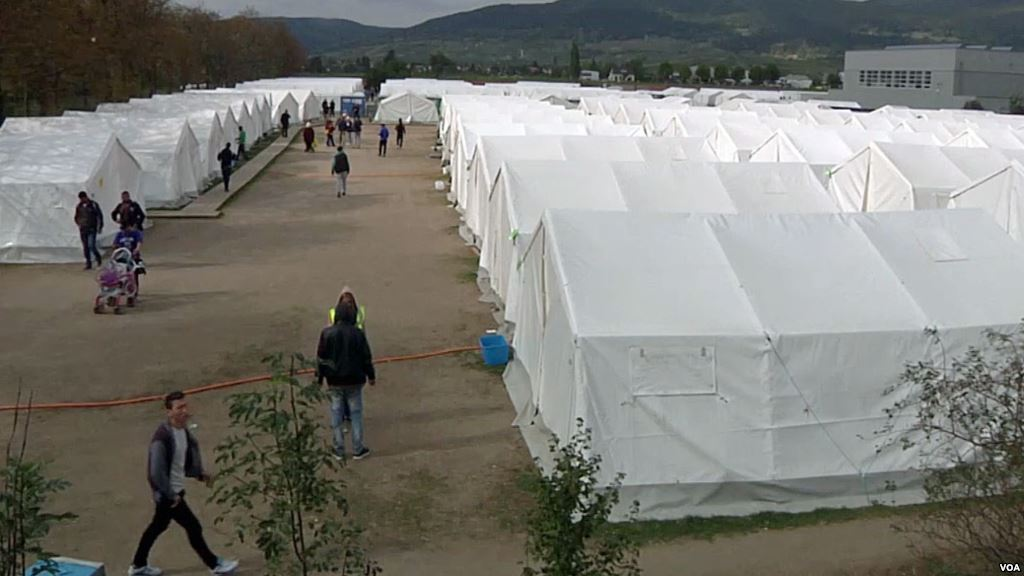
Trại tị nạn năm 2015

Trại tại Traiskirchen

Traiskirchen là nơi đặt trại tị nạn lớn nhất của Áo và cũng là một trong những trại lớn nhất tại Liên minh châu Âu. Trại này được xây dựng tại trung tâm Traiskirchen, trên khu đất của Trường Sĩ quan Pháo binh Hoàng gia được xây năm 1900. Trường này từng có sức chứa 340 học viên, 160 nhân viên và 110 con ngựa.
Trong thời kỳ Áo bị chiếm đóng sau Thế chiến II, nơi đây trở thành doanh trại của quân đội Liên Xô với khoảng 2.000 binh sĩ thiết giáp cùng một bệnh viện cho đến mùa thu năm 1955.
Các tòa nhà lần đầu tiên được chính phủ sử dụng làm trại tị nạn từ năm 1956 đến năm 1960. Đây là nơi tiếp nhận những người tị nạn Hungary rời bỏ đất nước sau Cách mạng Hungary 1956. Chỉ trong ngày 5 tháng 11 năm đó, 113.810 người Hungary đã đến Áo, trong đó 6.000 người được đưa đến trại Traiskirchen. Sau đó chính phủ quyết định tiếp tục tiếp nhận thêm nhiều người tị nạn khác trên thế giới. Ngày 8 tháng 3 năm 1957, Bộ Nội vụ Liên bang phân bổ 20 triệu Schilling (≈ 1,45 triệu Euro) để tu sửa cơ sở hạ tầng. Sau Mùa xuân Praha (1968), nhiều người tị nạn Séc và Slovakia được đưa đến đây. Trong thập niên 1970–1980, trại còn tiếp nhận nhiều người tị nạn khác, chủ yếu từ Đông Âu, nhưng cũng có từ Uganda, Chile, Iran, Iraq và Việt Nam. Nhiều nhân vật nổi tiếng từng tạm trú tại đây, trong đó có Ioan Holender – sau này trở thành Giám đốc Nhà hát Opera Quốc gia Viên, và nhà báo Paul Lendvai.
Tháng 5 năm 1990, Thị trưởng Traiskirchen tuyên bố sẽ đóng cửa cơ sở này theo cam kết của Bộ trưởng Nội vụ. Tuy nhiên kế hoạch bị hủy bỏ do không đủ chỗ ở cho người tị nạn tại nơi khác, và dự kiến từ tháng 1 năm 1991 sẽ có thêm nhiều người từ Liên Xô cũ.
Năm 1993, trại được đổi tên thành Văn phòng Tị nạn của Bộ Nội vụ Liên bang ("Bundesbetreuungsstelle für Asylwerber").
Năm 2015, do Khủng hoảng di cư châu Âu 2015, số lượng người nhập cư bất hợp pháp tăng nhanh khiến trại phải tiếp nhận vượt công suất. Sau nhiều chỉ trích từ báo chí và dư luận, Amnesty International đã kiểm tra cơ sở này vào ngày 6 tháng 8 năm 2015.  
Đến cuối tháng 7 năm 2015, hơn 4.500 người đang sống tại trại. Ngày 5 tháng 8, một ngày trước khi kiểm tra, chính quyền thông báo ngừng tiếp nhận thêm. Tuy vậy, vào thời điểm kiểm tra vẫn có khoảng 1.500 người không có chỗ ở, trong đó hơn 500 trẻ em và thanh thiếu niên không có người giám hộ.
Theo báo cáo của Amnesty, điều kiện tại trại tị nạn này là vô nhân đạo và không xứng đáng với con người: thiếu nhân viên và phiên dịch, tổ chức kém, cung cấp thực phẩm chậm (chờ 2 giờ), điều kiện vệ sinh tồi tệ, không có khu riêng cho nam và nữ, cùng hệ thống điểm trừ để trừng phạt không chỉ cho đánh nhau mà cả cho việc khiếu nại, khiến nhiều người phải ngủ ngoài trời nhiều đêm liên tiếp.

## Vấn đề
Trại tị nạn Traiskirchen thường xuyên là chủ đề gây tranh luận chính trị và truyền thông tại Áo. Điều kiện sống kém của người tị nạn đã bị chỉ trích, và một số người sống tại đây bị gắn liền với việc buôn bán ma túy, trộm cắp và tội phạm bạo lực. Cảnh sát thường bị cáo buộc tiến hành các cuộc truy quét bán hợp pháp cả bên trong lẫn bên ngoài trại.
Năm 2003, Bộ trưởng Nội vụ Ernst Strasser đã giao việc quản lý trại cho công ty Đức European Home Care. Hợp đồng này (gây tranh cãi) đã bị hủy bỏ vào năm 2010 do số lượng người ở trại giảm thấp.

## Giáo dục

### Nhà trẻ
- Kindergarten Möllersdorf Pestalozzi-Gasse
- Kindergarten Möllesdorf Schlössl
- Kindergarten Traiskirchen Bärenhöhle
- Kindergarten Traiskirchen Biberburg
- Kindergarten Traiskirchen Alfons Petzold
- Kindergarten Tribuswinkel Schloss
- Kindergarten Tribuswinkel Badner Straße
- Kindergarten Wienersdorf
- Oeynhausen Pfarrkindergarten (thuộc nhà thờ)

### Trường học

#### Trường tiểu học
- Volksschule Möllersdorf
- Volksschule Tribuswinkel
- Volksschule Traiskirchen

Trường tiểu học ở Traiskirchen được bao quanh bởi hàng rào an ninh.

#### Trường trung học cơ sở
- Sport-Mittelschule Traiskirchen

#### Trường dành cho học sinh khuyết tật
- Sonderschule [de] Traiskirchen

#### Trường đào tạo cảnh sát
"Bildungszentrum der Sicherheitsexekutive (BZS)" Traiskirchen là cơ sở đào tạo cho lực lượng cảnh sát Áo.

#### Vấn đề
Tỷ lệ học sinh là người nước ngoài tại các trường tiểu học và trung học cơ sở đôi khi vượt quá 70% và thường gây tranh luận trong dư luận. Traiskirchen không có trường trung học phổ thông hay đại học.

## Danh lam thắng cảnh

### Đài quan sát Franz-Koller
Đây là đài quan sát lâu đời nhất tại Hạ Áo và được mở cửa cho công chúng từ năm 1967. Khác với nhiều đài quan sát khác, nó nằm ngay giữa thành phố và ở độ cao thấp, nên thường bị ảnh hưởng bởi sương mù mùa đông đặc trưng của khu vực.

### Nhà thờ Thánh Nicholas
Nhà thờ này nổi bật bởi tuổi đời lâu năm, được xây dựng vào khoảng năm 1400.  

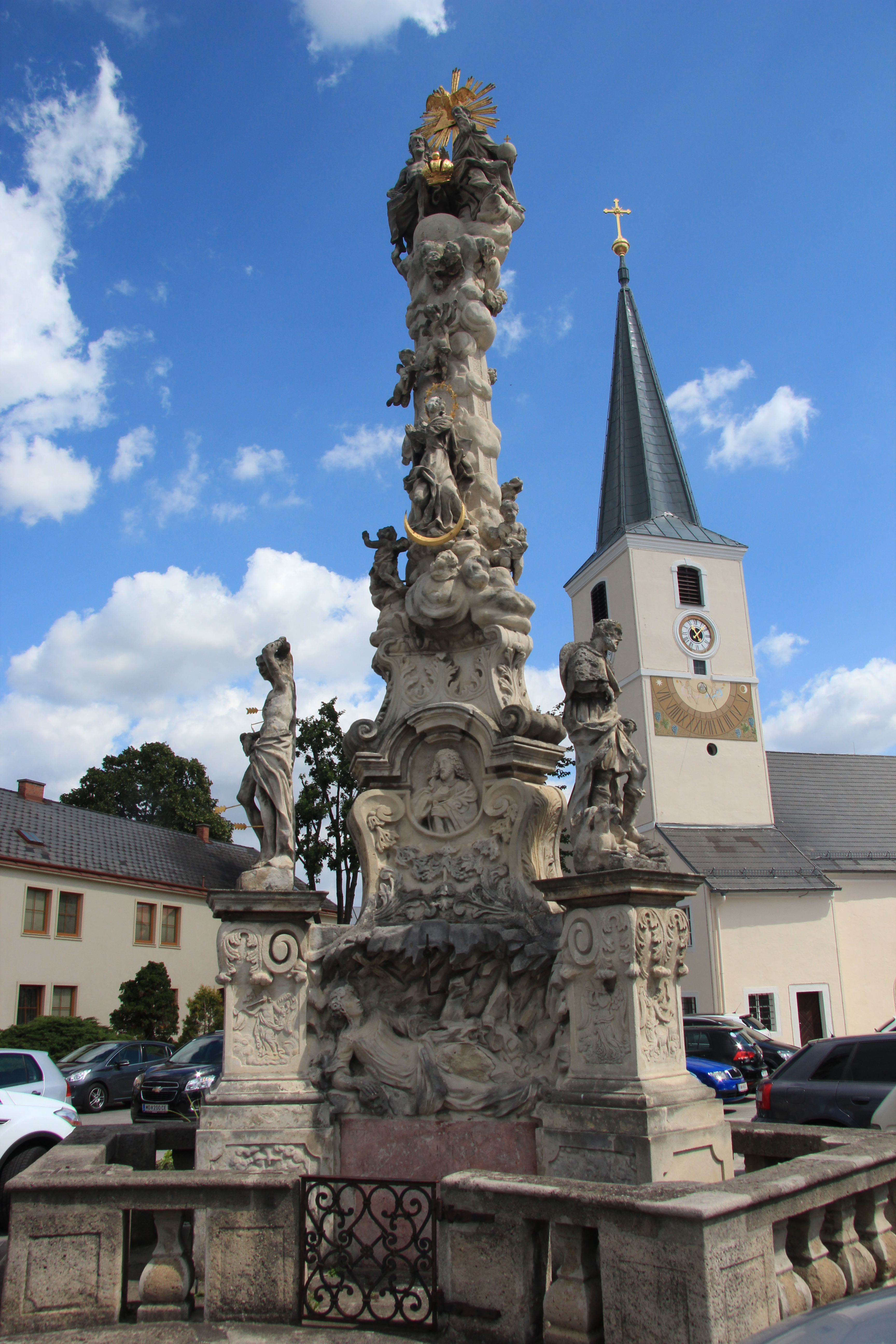
Lâu đài Tribuswinkel

### Nhà thờ Thánh Margaret
Nhà thờ được xây dựng lại vào năm 1683 sau cuộc vây hãm Viên, dựa trên nền móng kiến trúc Gothic.  

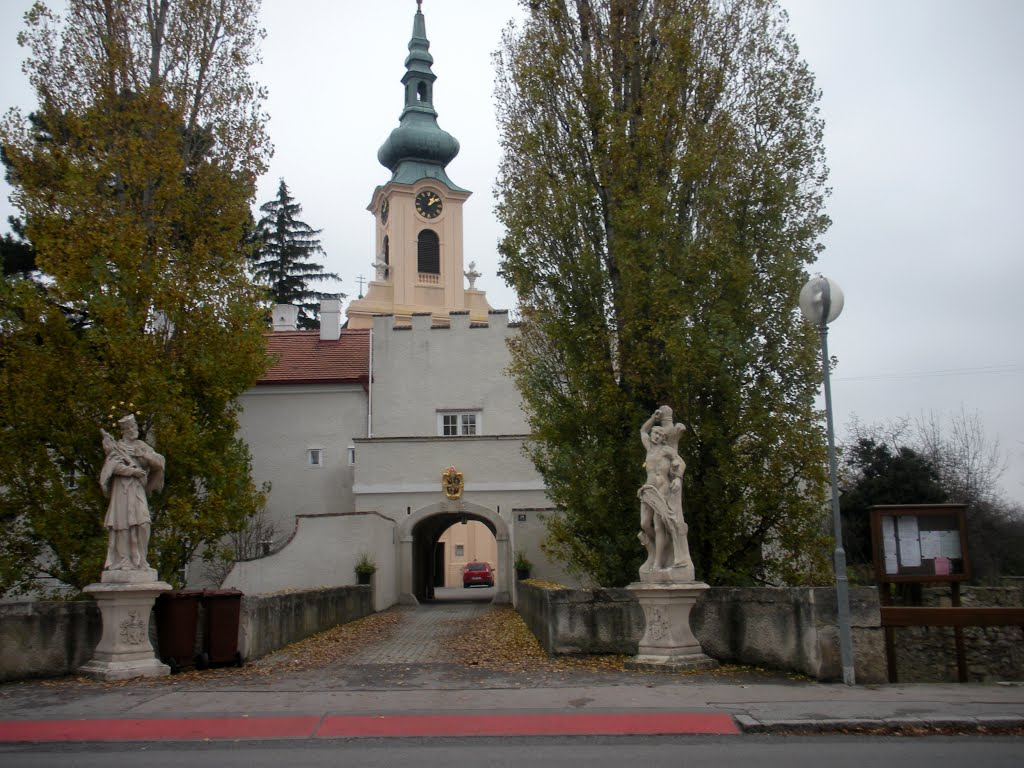
Nhà thờ Thánh Margaret

### Nhà thờ Luther

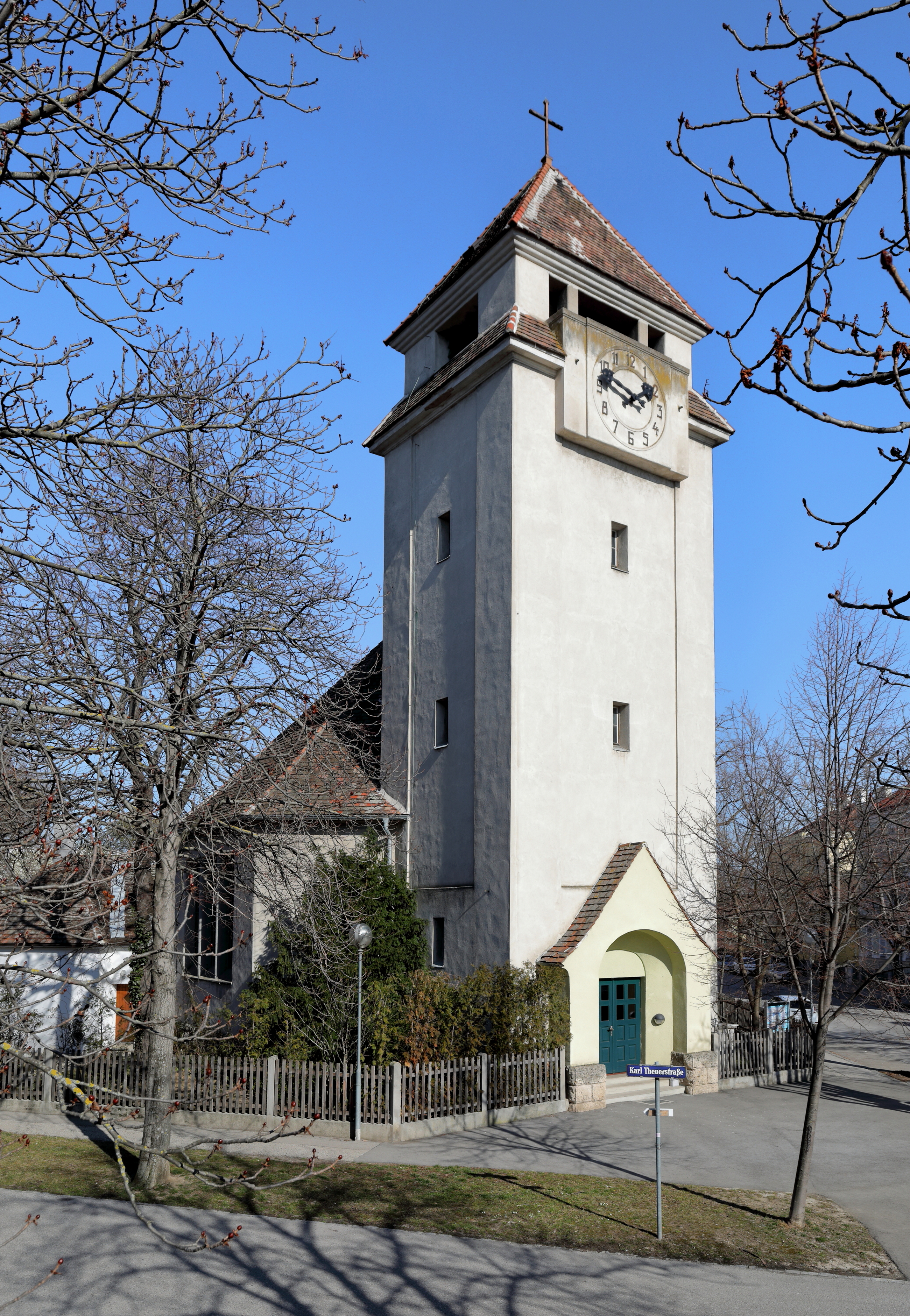
Nhà thờ Luther Traiskirchen

Nhà thờ được xây dựng năm 1913.  

### Tượng "Geldscheisser"
Tác phẩm nổi tiếng "Geldscheisser" nằm ở trung tâm thành phố.

### Nhà máy mạch nha
Nhà máy mạch nha thuộc sở hữu của ngân hàng Max Mauthner (sinh ngày 22 tháng 7 năm 1838 tại Praha, mất ngày 28 tháng 12 năm 1904 tại Viên).  

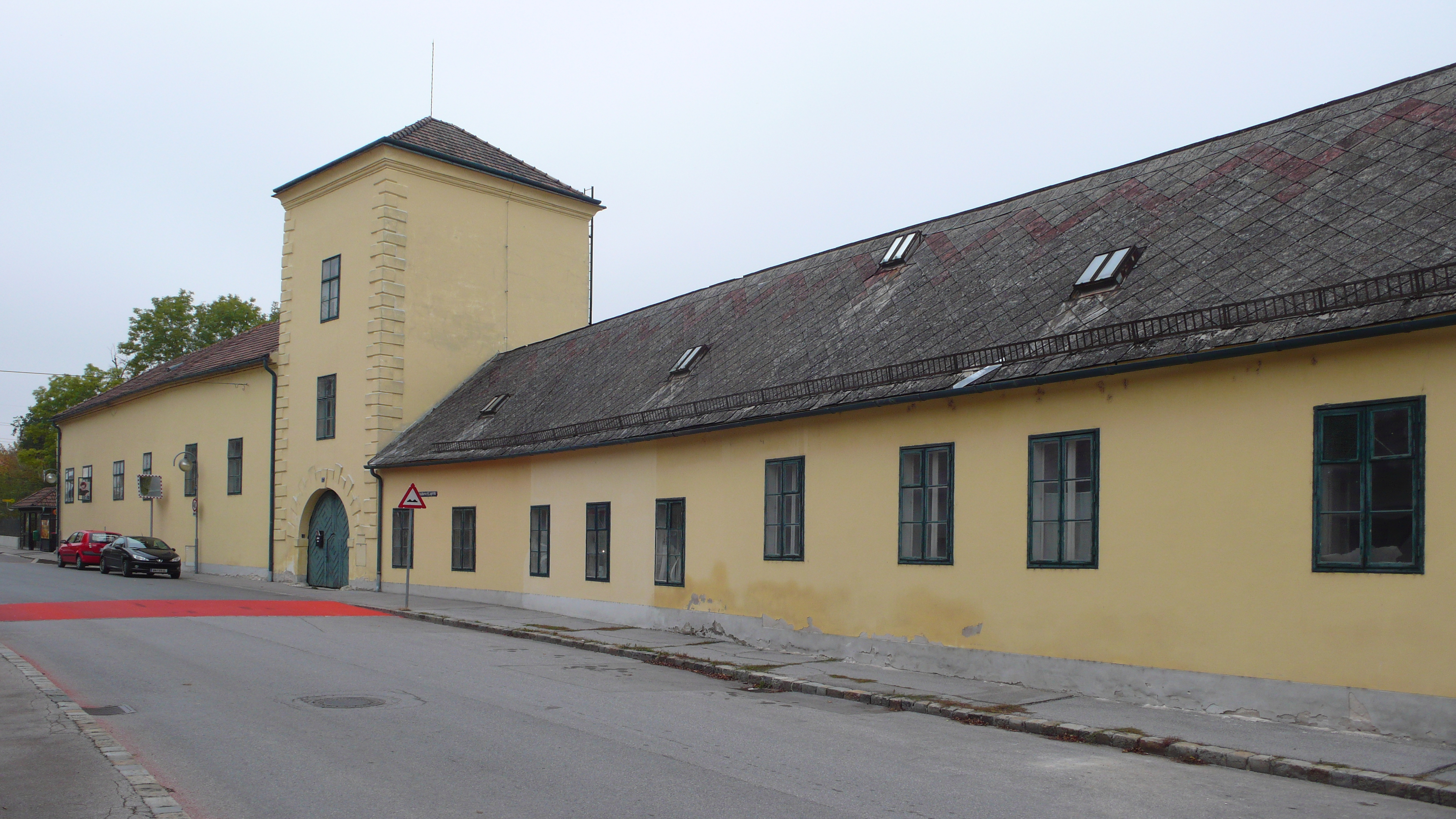
Nhà máy mạch nha Wienersdorf

### Lâu đài Moellersdorf
Lâu đài được xây dựng khoảng năm 1690–1700 bởi Thomas Zachäus Czernin von und zu Chudenitz. Khoảng năm 1780, Joseph II đã chuyển đổi cơ sở này thành doanh trại.  

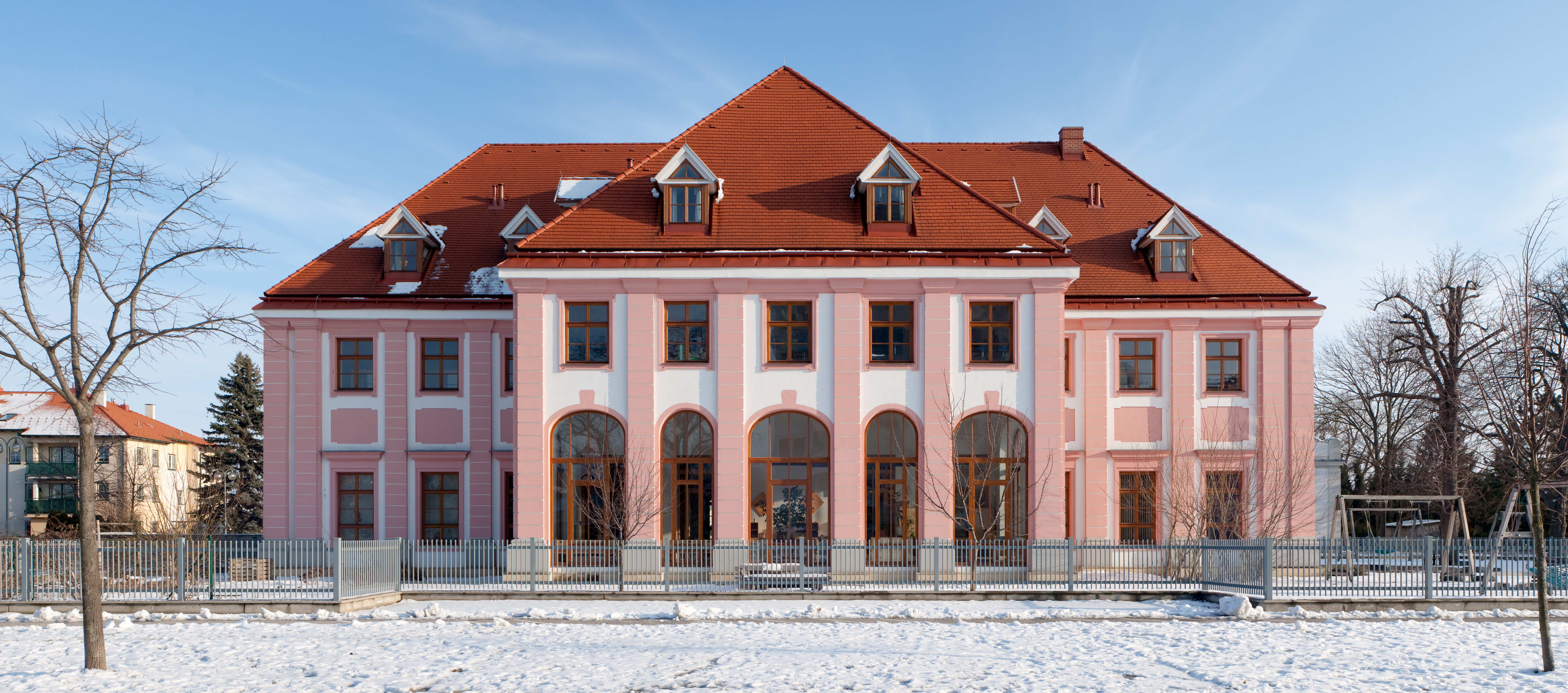
Lâu đài Moellersdorf

### Lâu đài Tribuswinkel
Nguồn gốc của lâu đài được ghi nhận từ năm 1136, nhưng một số tài liệu trước đó đề cập đến năm 1120.  

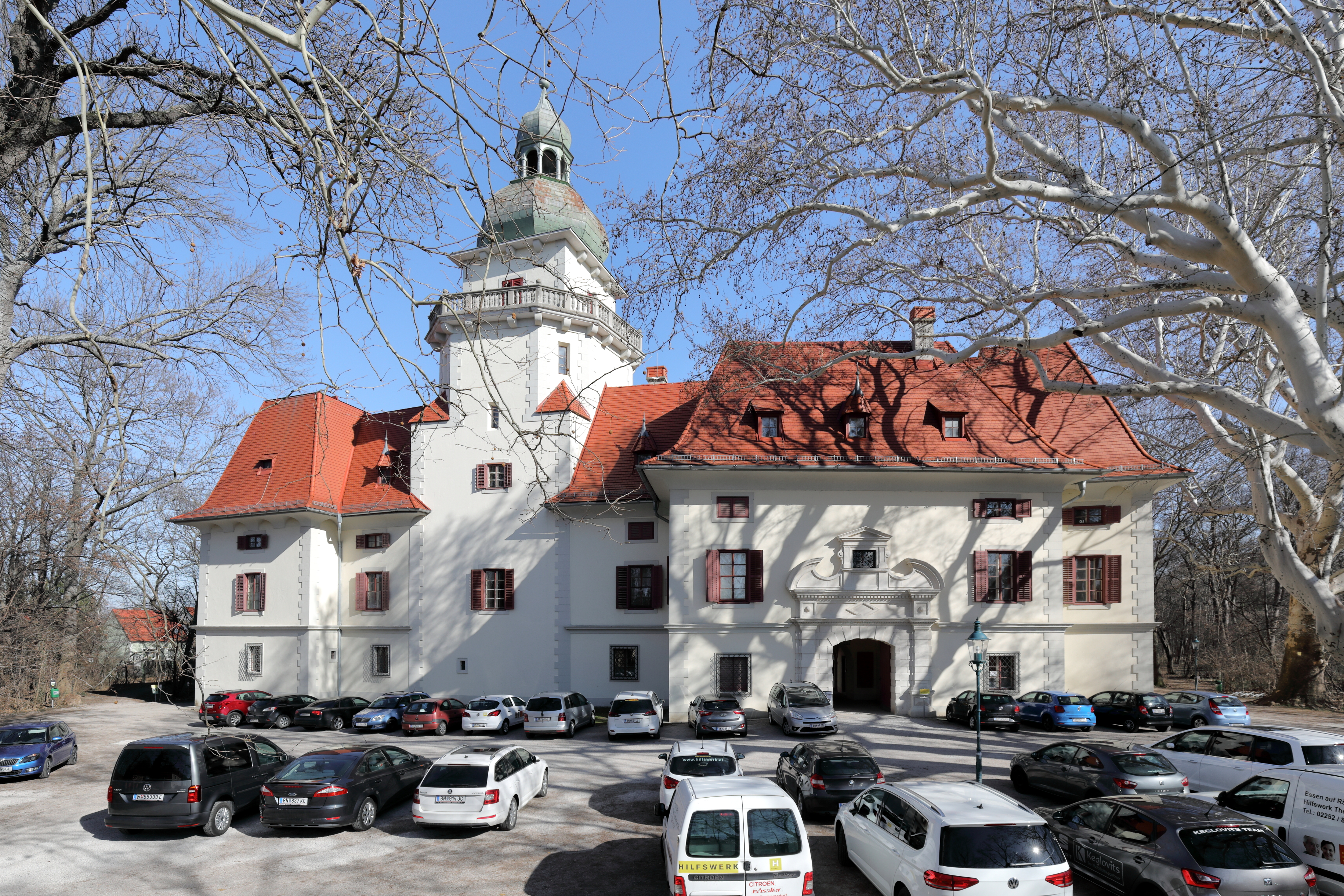
Lâu đài Tribuswinkel

Tường thành và hào nước bao quanh lâu đài, có thể đã được xây dựng trong giai đoạn 1120–1230, hiện không còn tồn tại.

## Bóng rổ
Thành phố là nơi đặt trụ sở của Traiskirchen Lions, đội đã 3 lần vô địch Österreichische Basketball Bundesliga. Đội thi đấu trên sân nhà tại Lions Dome.

## Nhân vật nổi bật
- Joseph Fendi, cha của họa sĩ Peter Fendi, xuất thân từ Traiskirchen
- Hans Seischab (1898–1965), giáo sư ngành Quản trị Kinh doanh
- Hellmuth Swietelsky (1905–1995), doanh nhân, nhà sáng lập một công ty xây dựng
- Franz Kroller (1923–2000), giám đốc Thư viện Đại học Graz
- Otto Vogl (1927–2013), nhà hóa học
- Harald Neudorfer (sinh năm 1962), giáo sư công nghệ động cơ đẩy
- Andreas Babler (sinh năm 1973), Chủ tịch Đảng Dân chủ Xã hội Áo, Phó Thủ tướng Áo